# Lisa Fitz

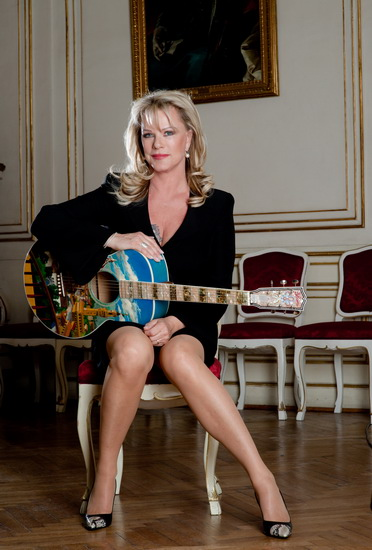
Lisa Fitz

Lisa Fitz (n. 15 septembrie 1951, Zürich) este o actriță, cabaretistă și cântăreață germană.

## Date biografice
Lisa Fitz, a copilărit în München, ea provine dintr-o famile bavareză de actori, bunicul ei a fost scriitor. 
Între anii 1969 - 1972 a absolvit școală superioară de dramaturgie din Bavaria. În cinematografie debutează în anul 1970 alături de Franz Xaver Kroetz.

## Filmografie
- 1970: Schulmädchen-Report: Was Eltern nicht für möglich halten
- 1972: Bayrische Hitparade
- 1974: Goldfüchse (TV)
- 1975: Das zweite Geständnis (Serial din Tatort)
- 1975: Das Nest (TV)
- 1976: Die Leute von Feichtenreut (TV)
- 1977: Eine Frau in der Koje – Auf Achse (serial)
- 1977: Der Wittiber (TV)
- 1978: Zeit zum Aufstehen (TV)
- 1980: Heimat (TV)
- 1980: Der Neger Erwin (Herbert Achternbusch)
- 1981: Mein Freund der Scheich (TV)
- 1982: Meister Eder und sein Pumuckl
- 1984: Hildes Endspiel – Eine Vorstadtballade (TV)
- 2000: www.mord.de (Serial Der Bulle von Tölz)
- 2003: Großglocknerliebe – Kein Heimatfilm
- 2005: Die Gerichtsmedizinerin (Serial la RTL)
- 2007: Die Gerichtsmedizinerin (Serial la RTL)
- 2008: Zur Sache, Lena (Serial la ZDF)
- 2009: Ein Haus voller Töchter (Serial)